# Cat Daddy
 (août 2021).
Cat Daddy est une chanson réalisée en 2011 par le groupe américain The Rej3ctz (en).
Le vidéoclip inclut le chanteur Chris Brown ; la danse qui y est présentée a été reprise par plusieurs personnalités dont Kate Upton, Justin Bieber et The Rangers.